# Yang Xiao
Yang Xiao (chinesisch 杨晓; * 6. März 1964) ist eine chinesische Ruderin, die 1988 Olympiazweite mit dem Vierer mit Steuerfrau und Olympiadritte mit dem Achter war.

## Sportliche Karriere
Yang Xiao nahm bereits 1984 an den Olympischen Spielen in Los Angeles teil. Dort belegte sie den neunten Platz im Vierer mit Steuerfrau. Bei den Asienspielen 1986 siegte sie zusammen mit Zhang Xiuying im Zweier ohne Steuerfrau.
Bei den Olympischen Spielen 1988 in Seoul trat der chinesische Vierer mit Zhang Xianghua, Hu Yadong, Yang Xiao, Zhou Shouying und Steuerfrau Li Ronghua am 19. September zum Vorlauf an und belegte den dritten Platz hinter den Vierern aus der DDR und aus Bulgarien. Alle Ruderinnen traten auch im Achter an, der am 20. September hinter dem sowjetischen Achter den zweiten Platz im Vorlauf belegte. Am 21. September fanden die Hoffnungsläufe statt. Morgens gewann der chinesische Vierer seinen Hoffnungslauf. Rund fünf Stunden später qualifizierte sich der Achter als drittes Boot des Hoffnungslaufs für das Finale. Nach drei Tagen Pause fand dann das Finale im Vierer statt. Mit 2,78 Sekunden Rückstand auf das Boot aus der DDR gewannen die Chinesinnen die Silbermedaille. Einen Tag nach dem Viererfinale fand am 25. September das Finale im Achter statt. Es siegte der Achter aus der DDR vor den Rumäninnen, dahinter erkämpften die Chinesinnen die Bronzemedaille mit 0,52 Sekunden Vorsprung auf den sowjetischen Achter. Im chinesischen Achter ruderten Zhou Xiuhua, Zhang Yali, He Yanwen, Han Yaqin, Zhang Xianghua, Zhou Shouying, Yang Xiao, Hu Yadong und Li Ronghua.